# Landsmannschaft Darmstadtia Gießen
Die Landsmannschaft im CC Darmstadtia Gießen ist eine farbentragende und pflichtschlagende Studentenverbindung in der Universitätsstadt Gießen. Ihr Haus liegt vor den Toren des Gießener UKGM in der Klinikstraße 1. Sie vereint Studenten und Absolventen der Justus-Liebig-Universität und der THM in einem Freundschafts- und Lebensbund. Die Mitglieder bezeichnen sich untereinander – ungeachtet ihrer Herkunft – als Darmstädter.
Die Verbindung gehört dem Coburger Convent, dem Verband der Landsmannschaften und Turnerschaften an deutschsprachigen Hochschulen, an. Innerhalb des CC ist sie Teil des Dreibunds. Ihre Freundschaftsbünde sind die Landsmannschaften Spandovia Berlin, Zaringia Heidelberg, Teutonia München und Rhenania Jena. Außerdem unterhält sie zur Gießener Burschenschaft Germania das einzige existierende Kartellverhältnis zwischen einer Landsmannschaft und einer Burschenschaft.

## Geschichte

### Gründungszeit bis Ende des Kaiserreichs
Ursprung und Wandel zur Studentenverbindung 
Die meisten Angehörigen des Abiturjahrgangs 1881 des Darmstädter Ludwig-Georg-Gymnasiums nahmen ihr Studium an der räumlich nahen Ludoviciana in Gießen auf. Bereits in Darmstadt hatte man vereinbart, „eine Vereinigung von Darmstädtern zu gründen, die, frei von Rücksicht auf eine Bindung durch religiöses Bekenntnis und Fachwissenschaft die Pflege studentischer Geselligkeit und echt jugendlichen Frohsinns zum Ziel haben sollte“ und im Rahmen dieses Zusammenschlusses die alte Freundschaft weiterzupflegen.

Um die regelmäßigen, aber formlosen Zusammenkünfte zu strukturieren, entschloss man sich zur Ausfassung einer Kneipordnung. Diese wurde von den 13 Angehörigen der Vereinigung am 11. Februar 1882 unterzeichnet; dieses Datum wird bis heute als Stiftungstag der Landsmannschaft betrachtet.
In den folgenden Jahren waren die Angehörigen der Darmstädter-Vereinigung – auch unter dem Einfluss der bereits bestehenden Gießener Korporationen – zunehmend bestrebt, ihren Bund in eine vollwertige Studentenverbindung umzuwandeln. 1886 erhielt die Verbindung Darmstadtia vom Rektor der Universität Gießen das Korporationsrecht. Vorangegangen waren Debatten über endgültiges Couleur, das jedoch noch nicht öffentlich getragen wurde, und Wappen Darmstadtias.
 Weg in den Landsmannschafter-Convent 
Die Darmstädter vertraten von Anfang an den Standpunkt der unbedingten Satisfaktion. Als Mitglieder einer „schwarzen“ Verbindung war es für sie jedoch notwendig, bei fremden Verbindungen Waffenschutz zu belegen. 1891 traten daher sowie aus Prestigegründen erste Bestrebungen auf, sich dem Verband des Coburger Landsmannschafter-Convents anzuschließen. Mit Hilfe der L.C.-Landsmannschaften Spandovia Berlin, Ulmia Tübingen und Teutonia Würzburg wurde Darmstadtia auf dem Pfingstkongress 1894 in den Landsmannschafter-Convent aufgenommen. Vorangegangen waren die Entscheidung zum öffentlichen Tragen der Farben sowie die Schaffung von Paukverhältnissen zur Landsmannschaft Germania Marburg (1898 in Burschenschaft umgewandelt) und dem ATV Philippina Marburg. Im Sommersemester 1896 wurde gleichsam ein kurzlebiges, wenn auch herzliches Paukverhältnis mit der Gießener Burschenschaft Germania eingerichtet, das die Grundlage des späteren Kartellverhältnisses bildete.

Im Verlaufe des sogenannten „L.C.-Krachs“ trat Darmstadtia im Januar 1898 aus dem Coburger L.C. aus, kehrte aber im Folgejahr zurück.
 Jahrhundertwende und Erster Weltkrieg 
Im Sommersemester 1903 übernahm Darmstadtia das Präsidium des C.L.C. 1907 wurde das aus Bundesgeldern finanzierte und nach einem Entwurf von Hans Meyer erbaute Darmstädterhaus eingeweiht; anlässlich des 25. Stiftungsfests entstand das Studentenlied „Lob auf Gießen“, verfasst vom Darmstädter Otto Lerch.

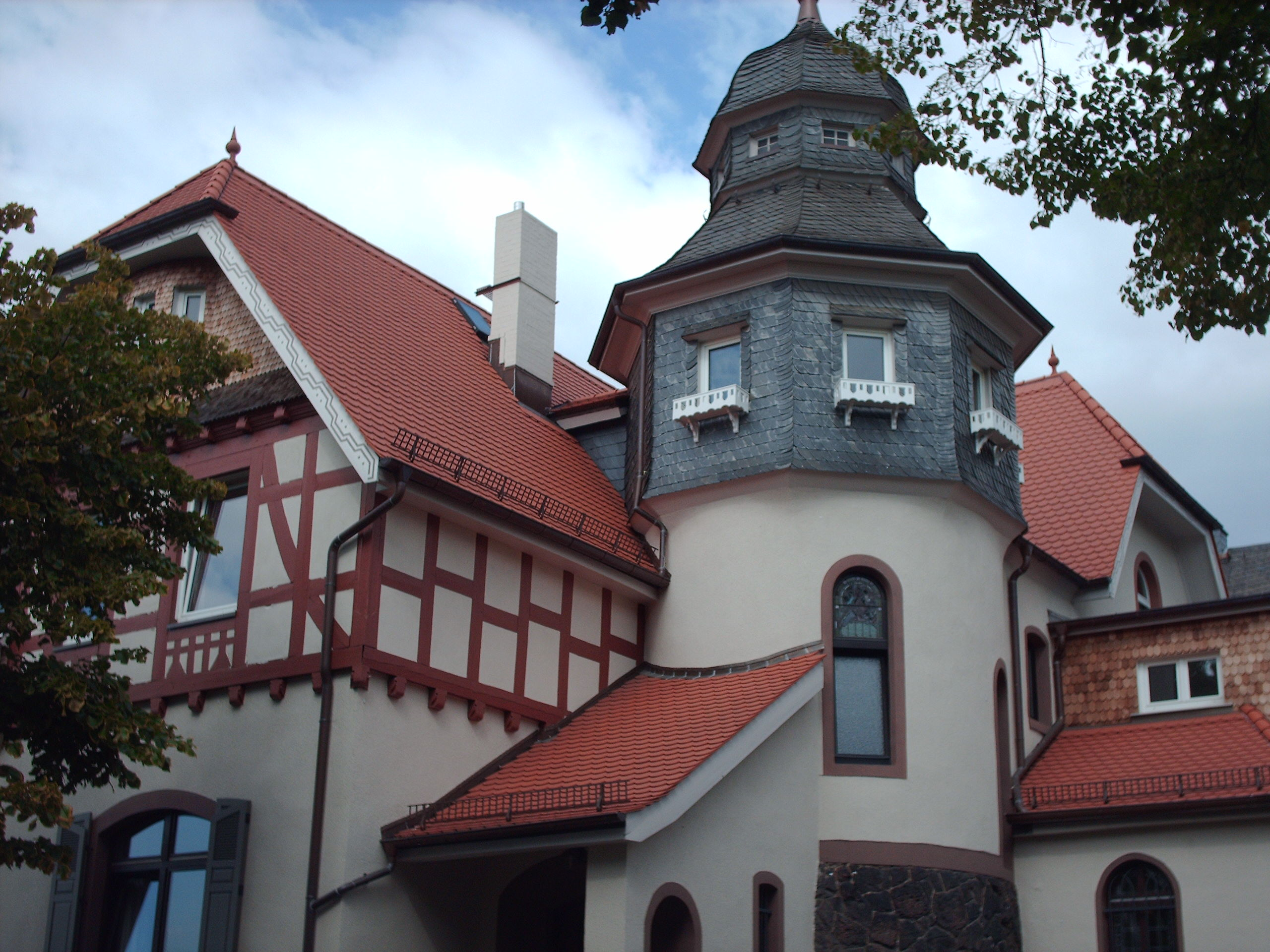
Darmstädterhaus von der Klinikstraße aus gesehen, aufgenommen 2008

Im Wintersemester 1908/09 schloss sich die Landsmannschaft dem Goldkartell innerhalb der Deutschen Landsmannschaft an.
Mit Ausbruch des Ersten Weltkriegs musste Darmstadtia – im Gegensatz zu vielen anderen Korporationen – nicht suspendieren, da sich aufgrund des Wesens Gießens als Garnisonsstadt viele der einberufenen Darmstädter weiterhin in Gießen oder im Umland aufhielten. Insgesamt zogen 238 Angehörige der Landsmannschaft in den Krieg, von denen 43 fielen.

### Darmstadtia in der Weimarer Republik
Am 8. Januar erschienen mit Angehörigen der Landsmannschaften Darmstadtia und Chattia erstmals seit Kriegsende wieder Verbindungsstudenten im Vollcouleur auf dem Bummel in der Gießener Innenstadt. Im Februar des Jahres wurde unter Vorsitz Darmstadtias mit den ortsansässigen Burschenschaften und Corps der Gießener Waffenring abgeschlossen, über den bereits vor Kriegsbeginn Verhandlungen geführt worden waren. Präambel des gemeinsamen Fechtcomments war:
„Die unterzeichneten schlagenden Korporationen in Gießen haben sich zur Wahrung der guten Sitten in studentischer Zusammenarbeit und zur Beseitigung von allem, was geeignet ist, dem Ruf unserer Universität zu schaden, zusammengeschlossen in dem festen Willen, die Interessen des deutschen Waffenstudenten nach außen hin zu vertreten und hoch zu halten.“
Im Jahre 1920 wurde der Antrag auf Aufnahme eines „Judenpassus“ in die Satzungen der Landsmannschaft bei einer schriftlichen Abstimmung der Altherrenschaft mit 43 gegen 16 Stimmen abgeschmettert. 1922 übernahm Darmstadtia in einer Zeit steigender wirtschaftlicher Not abermals den Vorsitz der Deutschen Landsmannschaft von der Landsmannschaft Afrania Leipzig.
1925 trat Darmstadtia gemeinsam mit der Landsmannschaft Spandovia Berlin aus dem Goldkartell aus, nachdem eine Aufnahme der Landsmannschaft Zaringia Heidelberg in das Kartell am Widerstand der Landsmannschaften Ghibellinia und Pomerania gescheitert war. Das separate Freundschaftsverhältnis zur Landsmannschaft Teutonia München wurde davon jedoch nicht betroffen.
Die AStA-Wahlen im Februar 1930 brachten in Gießen erstmals einen starken Zuwachs des NSDStB; die Gleichgültigkeit der Studentenverbindungen gegenüber hochschulpolitischen Angelegenheiten hatte den Aufstieg des in seiner Propaganda vehement antibürgerlichen und korporationsfeindlichen NS-Studentenbundes maßgeblich begünstigt.

### Nationalsozialismus
Nach der Übernahme des nationalsozialistischen „Arierparagraphen“ durch den Allgemeinen Deutschen Waffenring 1933 musste auch Darmstadtia über den Verbleib einiger Bundesbrüder, die nicht der NS-Rassegesetzgebung entsprachen, entscheiden. Berührt davon waren fünf Bundesbrüder, von denen drei ihren Status als Frontkämpfer des Ersten Weltkriegs geltend machen konnten; in den beiden anderen Fällen zog der „Führer“ der Deutschen Landsmannschaft die Entscheidung an sich. Im Spätsommer des Jahres wurde aufgrund des entsprechenden Reichsgesetzes das Führerprinzip eingeführt; im anschließenden Wintersemester entstand auf dem Darmstädterhaus eine „Wohnkameradschaft“ der Deutschen Studentenschaft. Der normale korporationsstudentische Tagesablauf konnte jedoch trotz starker Inanspruchnahme der Studenten durch nationalsozialistische Teilorganisationen sowie den an Hochschulen eingeführten verpflichtenden Wehrsport noch einige Zeit aufrechterhalten werden.
Der Austritt Darmstadtias aus der Deutschen Landsmannschaft erfolgte im November 1935. Durch eine noch ausstehende Säbel-Fechtfolge verzögerte sich die zeitgleich beschlossene Selbstauflösung der Aktivitas bis zum Ende des Wintersemesters; zum 22. Februar 1936 wurde die Landsmannschaft Darmstadtia nach 108. Semestern als studentische Verbindung vollständig suspendiert.
Im Wintersemester 1938/39 wurde auf dem Haus der Darmstadtia die „Kameradschaft VII“ als studentische Wohn- und Lebensgemeinschaft des NSDStB eingerichtet. Ab Oktober 1938 wurde diese von der Altherrenschaft der Darmstadtia finanziell unterstützt, nachdem etliche ehemaligen Bundesbrüder Anschluss an die Kameradschaft gefunden hatten und diese zur Fortführung der landsmannschaftlichen Traditionen – insbesondere auch des Prinzips der unbedingten Satisfaktion – bewegen konnten. In diesem Sinne wurde die Kameradschaft VII im Wintersemester 1938/39 in „Kameradschaft auf dem Darmstädterhaus“ umbenannt.
Mit Kriegsbeginn wurde es zunehmend schwieriger (z. B. wurde das Darmstädterhaus im September 1939 für sechs Monate von der Wehrmacht beschlagnahmt), die korporationsstudentische Ausrichtung der Kameradschaft weiterzuführen. Dennoch gelang es im Sommer 1942, die Umbenennung in „Kameradschaft Ritter von Rompf“ (nach dem im Ersten Weltkrieg hochdekorierten Darmstädter Otto Ritter von Rompf) durchzusetzen und somit die Tradition der Darmstadtia auch nach außen hin zu verankern. Den verheerenden Luftangriff am Nikolaustag 1944 überstand das Darmstädterhaus unbeschadet, da es außerhalb des damaligen Gießener Stadtkerns gelegen war. Mit dem Ende des Wintersemesters 1944/45 und dem Ende des Zweiten Weltkriegs endete die Kameradschaftszeit. Darmstadtia verlor im Zweiten Weltkrieg 44 Bundesbrüder; sechs weitere blieben vermisst.

### Nachkriegszeit bis heute
Nach Kriegsende wurde das Darmstädterhaus von der amerikanischen Besatzungstruppe beschlagnahmt und 1946 in ausgeplündertem Zustand dem Roten Kreuz zugewiesen. Nach langem behördlichen Ringen der Altherrenschaft erhielt die Landsmannschaft Darmstadtia ihr Haus schließlich mit Wirkung vom 11. Januar 1952 zurück. Im Dezember 1947 war eine neue Aktivitas in den Bund aufgenommen worden, die sich aus drei Altherrensöhnen der „alten“ Darmstadtia sowie 19 Angehörigen der Gießener Studentenvereinigung „Scholaren“ zusammensetzte. 1948 wurde die „Studentische Vereinigung Darmstadtia“ von der Gießener Hochschule lizenziert; ab 1951 führte sie wieder den Namen „Landsmannschaft Darmstadtia“. 1952 wurden die ersten Nachkriegsmensuren geschlagen und alte Paukverhältnisse wieder aufgenommen.
Der landsmannschaftliche Verband Coburger Convent wurde 1971 – parallel zu gleichartigen Debatten in der Deutschen Burschenschaft – von hitzigen Debatten über eine mögliche Abschaffung der Pflichtmensur erschüttert. Nach einer Lagerbildung innerhalb des Verbandes tat sich Darmstadtia als Mitgliedsbund des sogenannten „Würzburger Kreises“ (d. h. der Befürworter des pflichtschlagenden Prinzips) hervor; der außerordentliche Coburger Generalconvent, in dessen Verlauf das Festhalten an der Pflichtmensur beschlossen wurde und daraufhin der turnerschaftliche „Marburger Kreis“ aus dem Coburger Convent austrat, fand auf dem Darmstädterhaus statt.
Für deutschlandweites Aufsehen sorgte ein Reporter des „Stern“, der sich 1981 auf einem Marburger Pauktag eingeschlichen hatte und unter der Überschrift Die Schlacht in Marburg auch über die Mensur eines Angehörigen der Darmstadtia berichtete.

## Namhafte Mitglieder
- Hermann August Eidmann (1897–1949)[24], Entomologe und Forstwissenschaftler
- Wilhelm Peter Heiß (1911–1973), Oberstaatsanwalt am Oberlandesgericht Frankfurt am Main; zuständig für die Einführung der Resozialisierung in den hessischen Strafvollzug
- Theodor Koch-Grünberg (1872–1924)[25][26], Anthropologe und seit 1956 Namenspate der Theo-Koch-Schule Grünberg
- Ado Kraemer (1898–1972), Schachkomponist und Weinkenner
- Hermann Kraemer (1872–1940)[27], Tierzuchtkundler, zuletzt Ordinarius in Gießen
- Otto Linsenmaier (1918–2009), Weinbauexperte und Leitender Ministerialrat (Mitglied der Kameradschaft Ritter von Rompf)
- Ludwig Petry (1908–1991)[28], Mediävist, Mitunterzeichner der Polendenkschrift der Publikationsstelle Berlin-Dahlem[29] und SA-Scharführer[30], Träger des Bundesverdienstkreuzes
- Otto Ritter von Rompf (1883–1917), Forstassessor, Leutnant im Bayerischen IR 2 „Kronprinz“ und Träger des Ritterkreuzes des Militär-Max-Joseph-Ordens
- Ludwig Schwamb (1890–1945)[31], Jurist und Angehöriger des Kreisauer Kreises[32]
- Josef Stockhausen (1918–2006), Arzt und ärztlicher Standespolitiker (Mitglied der Kameradschaft Ritter von Rompf)
- Karl Weise (1926–2011)[33], Veterinärmediziner und ehem. Sächsischer Staatsminister für Umwelt und Landesentwicklung (1990/91)
- Emil Zimmermann (1884–1951), Oberbürgermeister von Gelsenkirchen, Mitglied des Provinziallandtages von Westfalen